# Sialang Kubang
Sialang Kubang is een bestuurslaag in het regentschap Kampar van de provincie Riau, Indonesië. Sialang Kubang telt 3236 inwoners (volkstelling 2010).